# Пансофије Александријски
Свети мученик Пансофије је хришћански светитељ.
Био је син александријског проконзула Нила. Напустио част и богатство светско и млад се замонашио. Подвизавао се 27 година тврдо и уздизао дух свој ка вишњем свету. У време Декија би довучен пред суд, где би шибан за име Христово, док у великим мукама не предаде дух свој Богу.
Српска православна црква слави га 15. јануара по црквеном, а 28. јануара по грегоријанском календару.